# Haliplus (Neohaliplus)
Haliplus (Neohaliplus) – podrodzaj wodnych chrząszczy z rodziny flisakowatych.

## Taksonomia
Takson opisany został w 1911 roku przez Fritz Netolitzky'ego. Gatunkiem typowym został Dytiscus lineatocollis Marsham, 1802.

## Opis

### Owady dorosłe
Ciało o zarysie nieregularnie owalnym i bokach prawie równoległych. Tylne golenie o powierzchni wewnętrznej pozbawionej rysy ze szczecinkami. Wyrostek przedpiersia o obrzeżonej podstawie. Samice o żuwaczkach stosunkowo małych, z bardzo krótkim wierzchołkiem, walwach genitalnych małych, płatkowatych i gęsto owłosionych, walwiferach długich i buławkowatych, a walwach odbytowych opatrzonych bardzo krótkim wyrostkiem.

### Larwy
Żuwaczki o bardzo krótkiej części wierzchołkowej. Wyrostki na tergitach krótkie i trójkątne, a guzki oddechowe niezbyt liczne. Przydatki odwłokowe silnie rozwinięte i owłosione.

## Rozprzestrzenienie
W Polsce występuje tylko H. lineatocollis.

## Systematyka
Należą tu gatunki:
- Haliplus bistriatus Wehncke, 1880
- Haliplus fuscatus Clark, 1862
- Haliplus gibbus Clark, 1862
- Haliplus hydei Vondel, 1995
- Haliplus lineatocollis (Marsham, 1802)
- Haliplus ruficeps Chevrolat, 1861